# Temple Saint-Martial (Avignon)

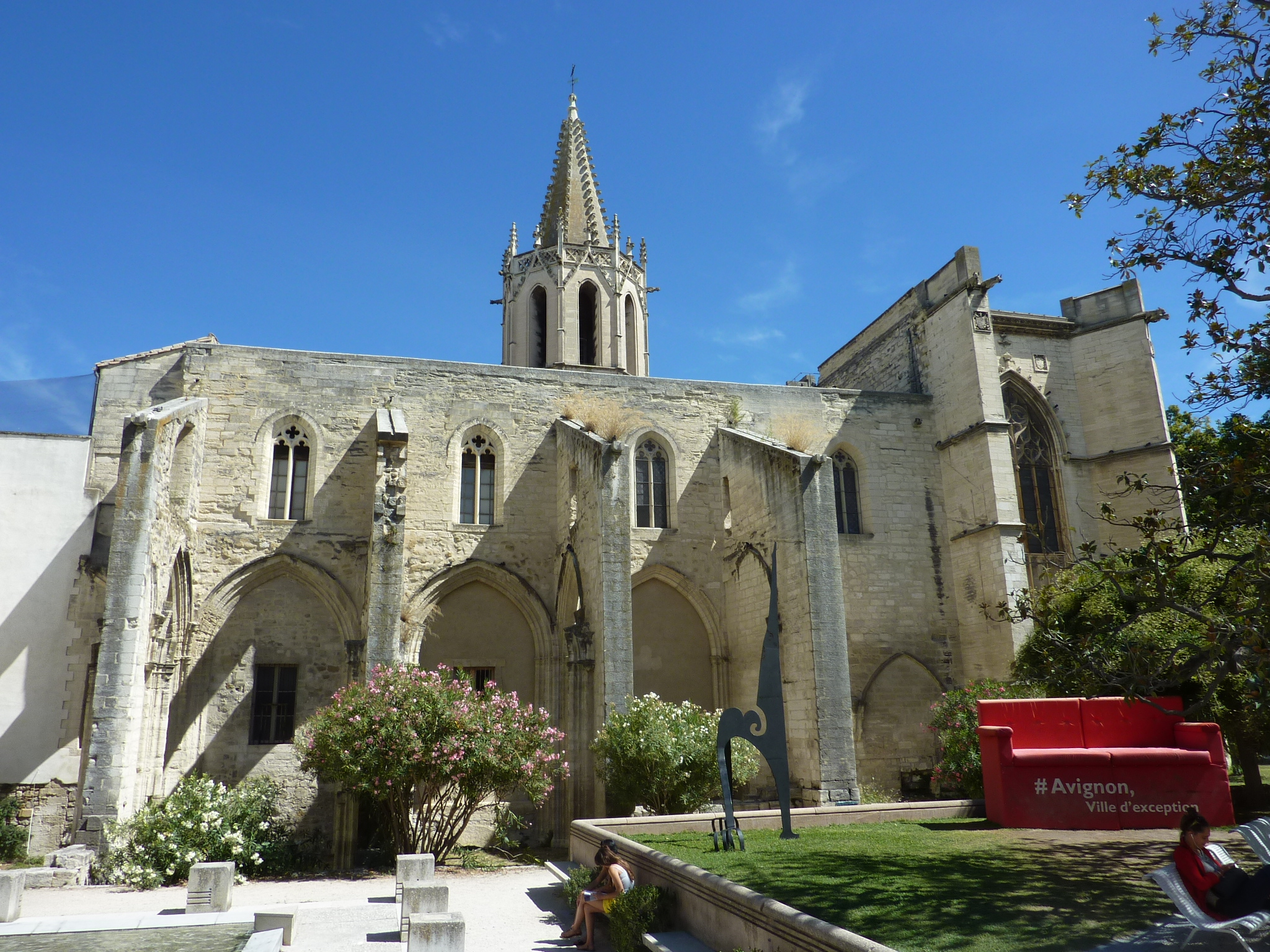
Temple Saint-Martial zu Avignon

Der Temple Saint-Martial in Avignon im Département Vaucluse in Frankreich gehört zur Vereinigten Protestantischen Kirche Frankreichs. Die Kirche ist seit 1911 Monument historique.

## Geschichte
1373 wurde Saint-Martial von Kardinal Pierre de Cros, dem Erzbischof von Arles, als Benediktinerpriorat mit einem Kolleg für zwölf Novizen gegründet. Die Kirche wurde zwischen 1383 und 1402 im gotischen Flamboyantstil errichtet und später um eine neue Barockfassade erweitert. Das Stift wurde im Zuge der Französischen Revolution aufgelöst. Saint-Martial dient seit 1881 dem reformierten Gottesdienst.